# Портмор
Портмор (англ. Portmore) — прибережне місто на південному сході Ямайки у приході Сент-Кетрін, спальне місто для сусідніх міст Кінгстон і Спаніш-Таун.
| Ямайка | Це незавершена стаття з географії Ямайки. Ви можете допомогти проєкту, виправивши або дописавши її. |